# Dauererhitzung
Unter Dauererhitzung versteht man eine spezielle Erhitzungform im Zusammenhang mit der Milchverarbeitung. Dauererhitze Produkte müssen für 15–30 Minuten auf 62 °C bis 65 °C erhitzt werden. Wie auch bei der Kurzzeiterhitzung und der Hocherhitzung kommt es nur zu einem sehr geringen Denaturierungsgrad bei den Molkenproteinen. Nachteilig im Vergleich zu den weiteren genannten Erhitzungmethoden ist die meist umfangreiche geschmackliche Veränderung der Milch. Industriell wird die Dauererhitzung kaum noch und nur noch in Spezialfällen angewandt.
Weitere im Zusammenhang mit der Milchverarbeitung bekannte Erhitzungsmethoden sind die Sterilisation zur Erzeugung von Sterilmilch und die Ultrahocherhitzung zur Erzeugung von UHT-Milch (auch kurz: H-Milch).